# لي هوارث
لي هوارث (بالإنجليزية: Lee Howarth)‏ هو لاعب كرة قدم بريطاني في مركز الدفاع، ولد في 3 يناير 1968 في بولتن في المملكة المتحدة. لعب مع نادي بارنت.